# Distretto di Kut Chum
Il distretto di Kut Chum (in thailandese: กุดชุม) è un distretto (amphoe) della Thailandia, situato nella provincia di Yasothon.